# Isola di Unalaska
Unalaska (in aleutino Nawan-Alaxsxa) è un'isola dell'Alaska che fa parte delle isole Fox nell'arcipelago delle isole Aleutine. Fu scoperta da Vitus Bering nel 1741.
È popolata da 4.580 abitanti nella città di Unalaska (fine 2002), buona parte dei quali vive nel porto di Dutch Harbor, sulla piccola isola di Amaknak cui è collegata da un ponte.
È dislocata a 50 miglia dal litorale del mare di Bering, 800 miglia a sud-ovest di Anchorage e 1.140 miglia da Seattle. Tra le isole Aleutine è la seconda per superficie (2.100 km²). La cima più alta è il Monte Makushin, che con i suoi 2.036 m spicca sul mare ghiacciato. Unalaska è la capitale dell'omonima isola; la sua data di fondazione non è certa, ma risale tra il 1760 e il 1775.

## Economia
Unalaska è riconosciuta sia come un centro di scambio regionale che come centro di commercio internazionale. È stato riconosciuto come primo porto nazionale nel 1992 per il volume ed il valore dei suoi frutti di mare. Nel 1993, gli scambi ittici erano il 52% di quelli dell'intera Alaska. Circa il 90% della forza lavoro dipende economicamente dall'industria della pesca. Un segmento vitale del settore degli affari di Unalaska è l'assistenza, riparazione e manutenzione alle flotte da pesca nazionali e straniere. Unalaska ha una media di attività di esercizio pari a 363 giorni all'anno. Uno sviluppo veloce si è presentato fra 1988 e 1992 con l'industria della pesca e della caccia alle foche. Unalaska ha velocemente sviluppato un'industria del turismo.

## Clima
L'isola di Unalaska presenta un clima subpolare oceanico, caratterizzato da inverni lunghi, ma relativamente miti rispetto ad altre località dell’Alaska ed estati fresche.
Le medie variano da 0 0C a gennaio a 12 0C a luglio.

## Turismo
È dotata di un aeroporto statale, con voli giornalieri. È presente anche una base per idrovolanti, mentre nei mesi estivi è attivo un traghetto.

## Popolazione
La popolazione è etnicamente e culturalmente varia grazie alle attività di lavorazione dei pesci. La popolazione originaria delle Aleutine è pari al 7% del totale, quella asiatico-pacifica al 19%; i latino-americani sono il 13%, mentre la popolazione bianca raggiunge il 61%.

### Religione

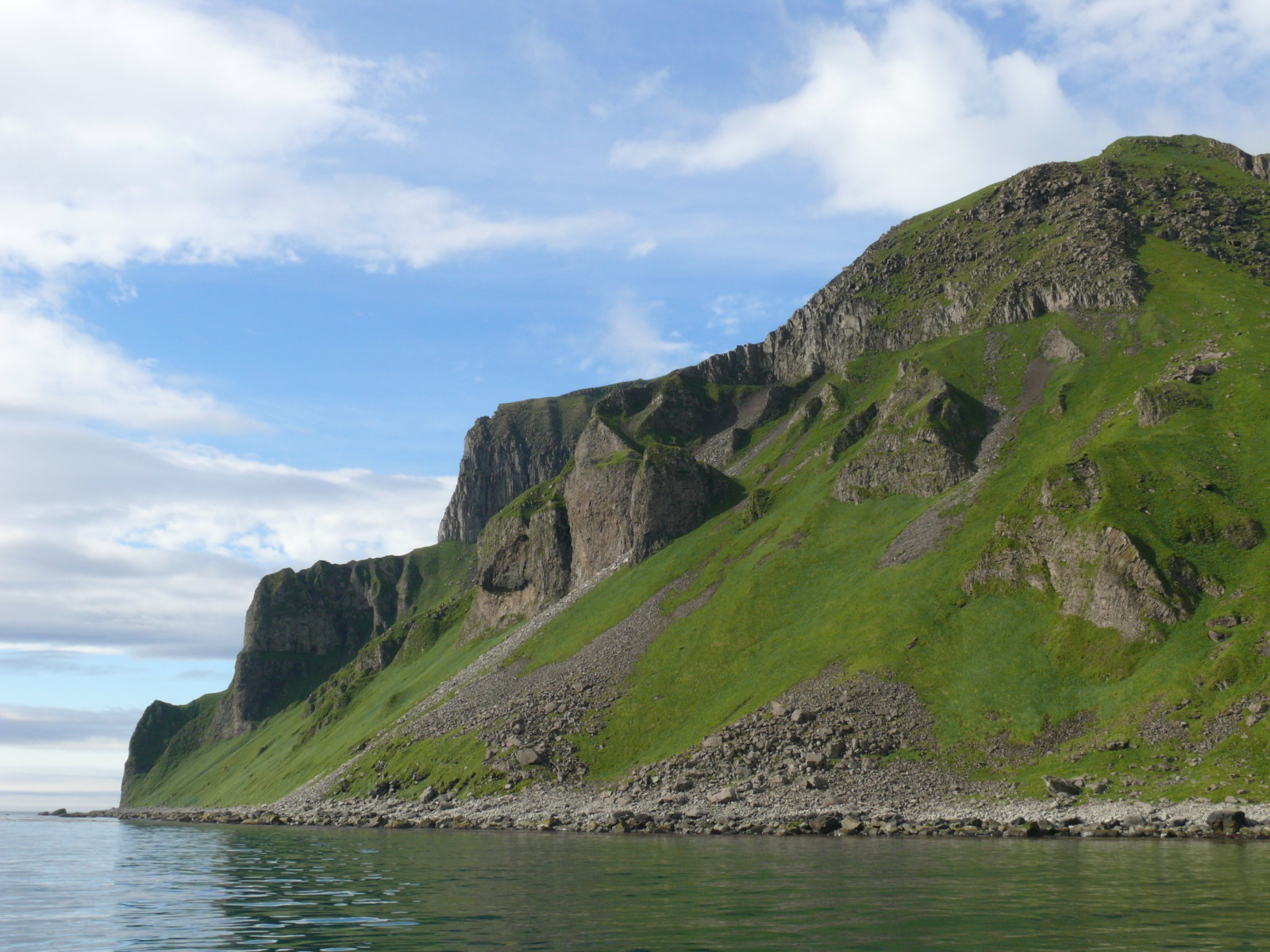
Capo Aiak nella costa meridionale di Unalaska

La chiesa ortodossa della Santa Ascensione è la più vecchia chiesa ortodossa russa in America del Nord.